# PAGE3
PAGE3 (англ. PAGE family member 3) – білок, який кодується однойменним геном, розташованим у людей на короткому плечі X-хромосоми. Довжина поліпептидного ланцюга білка становить 113 амінокислот, а молекулярна маса — 12 480.
| 10         |  | 20         |  | 30         |  | 40         |  | 50         |
| ---------- |  | ---------- |  | ---------- |  | ---------- |  | ---------- |
| MSGHQRTRSR |  | SRERRDDQDS |  | NHPVGAVVAQ |  | ELPSNDQLQQ |  | EEPPIESQDY |
| TPGQERDEGA |  | LDFQVLGLAA |  | YLWELTRSKT |  | GGERGDGPNV |  | KGEFLPNLEP |
| VKIPEAGEGQ |  | PSV        |  |            |  |            |  |            |

A: Аланін

D: Аспарагінова кислота

E: Глутамінова кислота

F: Фенілаланін

G: Гліцин

H: Гістидин

I: Ізолейцин

K: Лізин

L: Лейцин

M: Метіонін

N: Аспарагін

P: Пролін

Q: Глутамін

R: Аргінін

S: Серин

T: Треонін

V: Валін

W: Триптофан